# Cristalería

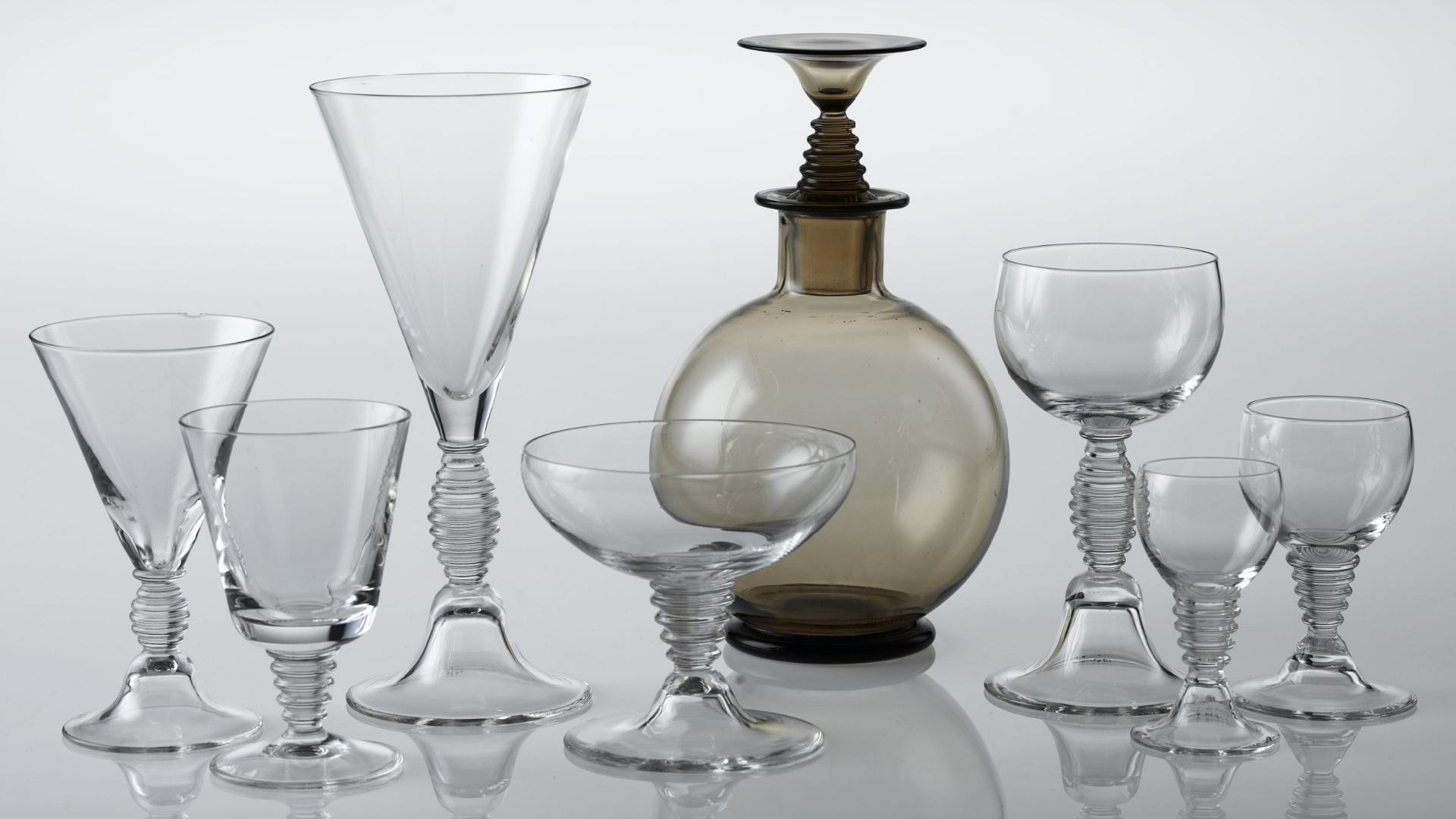
Cristalería Traditie diseñada por Willem Jacob Rozendaal (1933), actualmente en el Nationaal Glasmuseum en Leerdam, Países Bajos.

La cristalería es el conjunto de vasos, copas, jarras y otras piezas de cristal o vidrio que forman parte de una vajilla y se usan generalmente para contener bebidas. 
Muchos otros productos contienen cristal o vidrio (espejos, ventanas, floreros, flautas...) pero no se incluyen en la definición estricta de «cristalería» puesto que no tienen la función de contener líquidos para ser bebidos. Por ello, tampoco se incluye la cristalería de laboratorio.
El conocimiento de la cristalería es una parte esencial de la labor del bárman y todo aquello concerniente a la coctelería.

## Vidrio o cristal

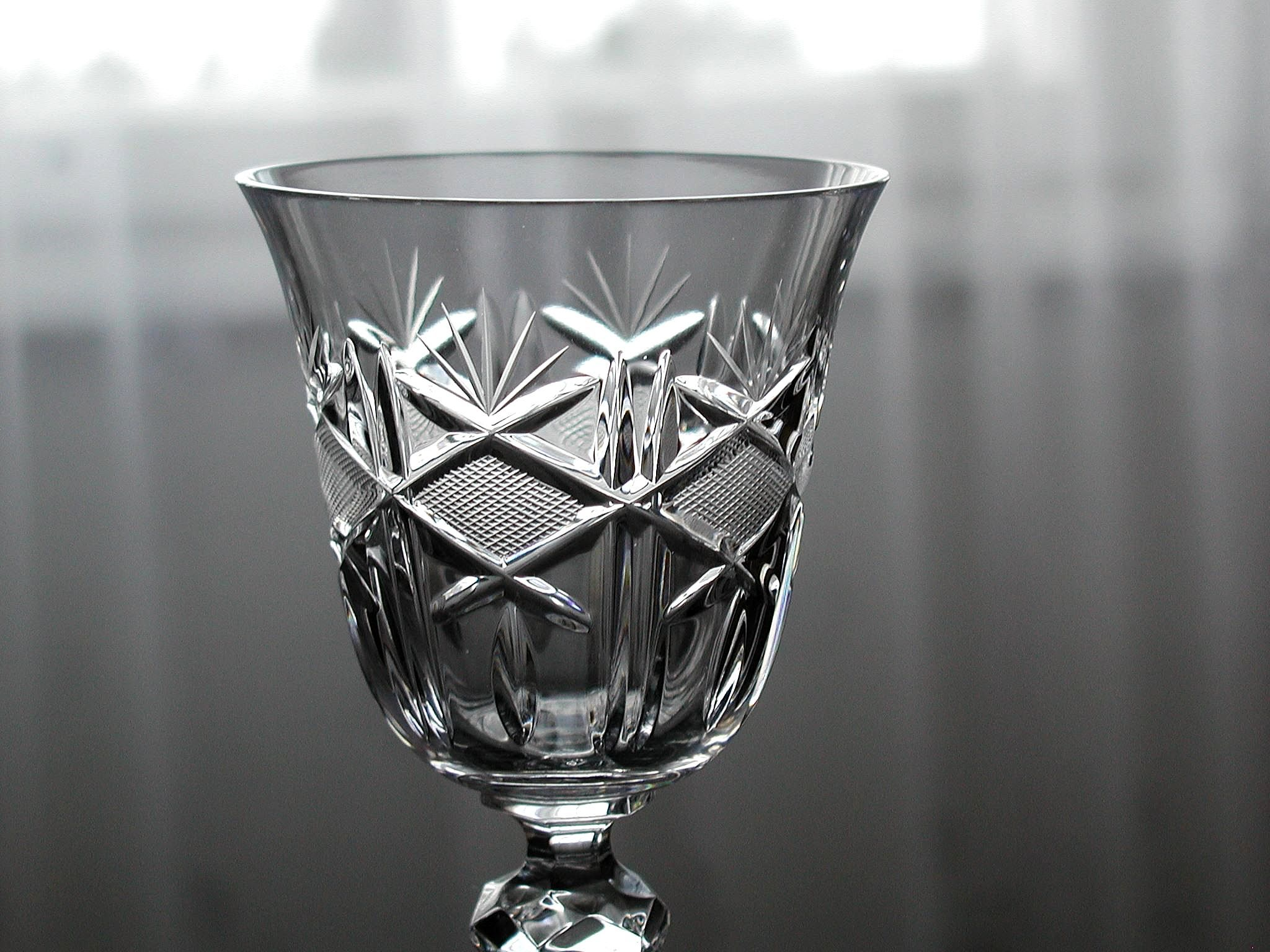
Copa hecha de vidrio de plomo, llamado informalmente «cristal» (aunque técnicamente, por su estructura química, no es un cristal).

El cristal y el vidrio son dos materiales muy similares aunque con orígenes diferentes (el cristal se encuentra en el medio natural, mientras que el vidrio es una creación humana), así como procesos de fabricación y propiedades diferentes. A pesar de la fragilidad de ambos materiales, se consideran útiles para el uso en gastronomía y coctelería ya que no transmiten olores ni sabores, son fáciles de limpiar y son duraderos. El vidrio es reciclable en su totalidad sin perder calidad, mientras que el cristal no lo es.

### Vidrio
La materia prima del vidrio es básicamente arena. Se fabrica a partir de fundir en un horno arena de sílice o cuarzo (SiO2), carbonato de sodio (Na2CO3) y caliza (CaCO3) a una temperatura entre 1400 °C y 1600 °C. A la pasta vítrea resultante, aun líquida, se le da la forma deseada, tradicionalmente mediante soplado manual (hoy en día es más común el proceso automatizado, denominado moldeo por soplado) o bien por flotación sobre un baño de estaño, o bien por laminado.
El vidrio es transparente, y resistente a la temperatura y a los agentes químicos, a la vez que frágil a los golpes.

### Cristal
Científicamente, el cristal es en sí una materia prima; esto quiere decir que se encuentra en estado natural, siendo un término «paraguas» para referirse a multitud de elementos que comparten características químicas comunes: la sal, el azúcar, el hielo y las piedras preciosas como la obsidiana son cristales. Todos estos presentan una estructura atómica regular. Sin embargo, por razones históricas y comerciales, en el habla común nos referimos al cristal para hablar del vidrio de plomo (o «vidrio óptico»), que no necesariamente tiene una estructura química cristalina. El vidrio de plomo es vidrio al que se le agrega óxido de plomo (+24%). El plomo es un metal pesado peligroso para la salud humana, por lo que muchos fabricantes cristaleros lo evitan, y promueven el uso únicamente de vidrio.
El vidrio de plomo se fabrica igual que el vidrio, ya que es vidrio. La diferencia recae en la adición de plomo y la proporción de sus componentes. Este vidrio es habitual para fabricar desde copas hasta bombillas. En cuanto a propiedades físicas, el cristal es más frágil y pesado que el vidrio, pero a la vez más brillante y transparente.

## Cristalería por tipología

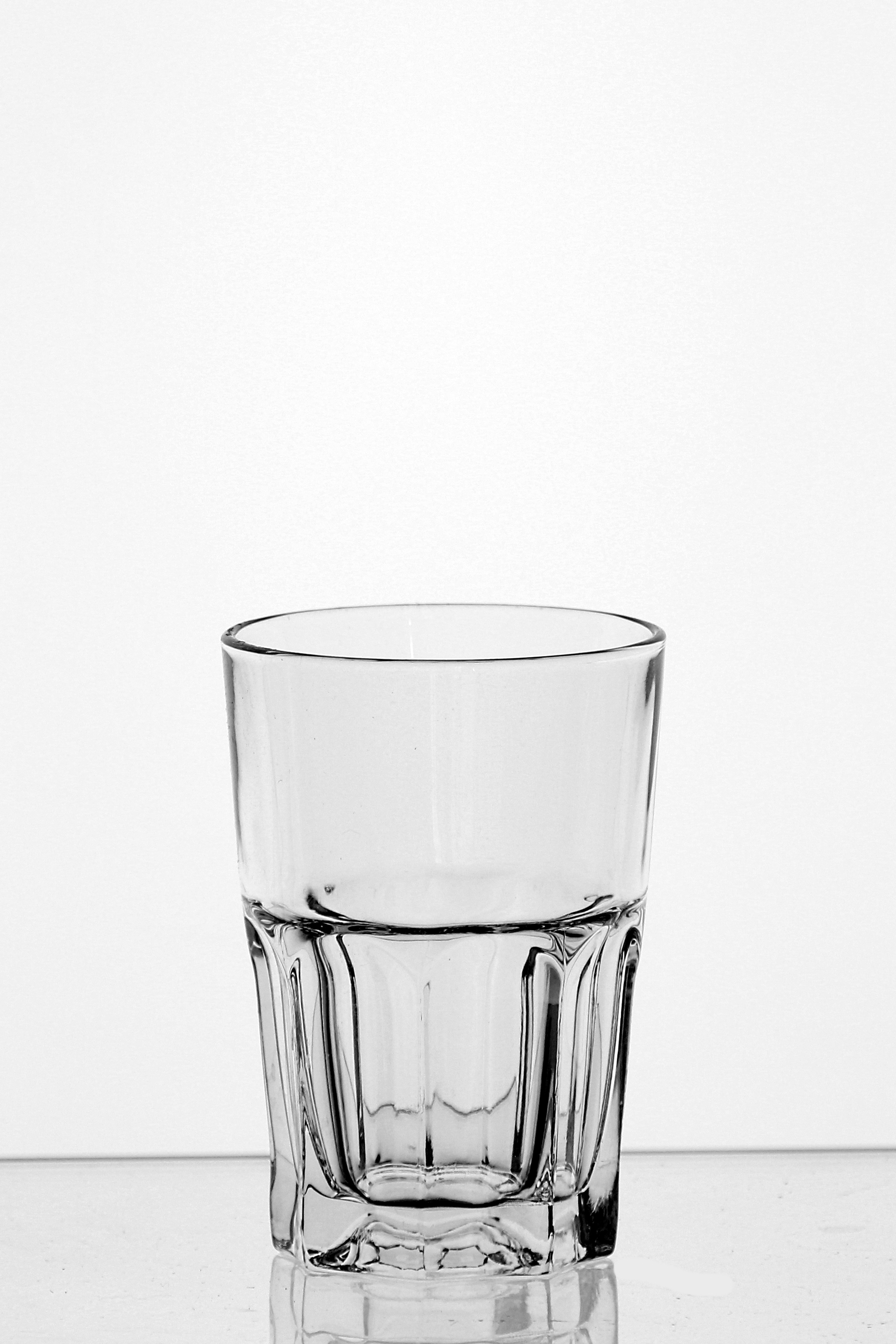
Vaso de rocas

### Vaso

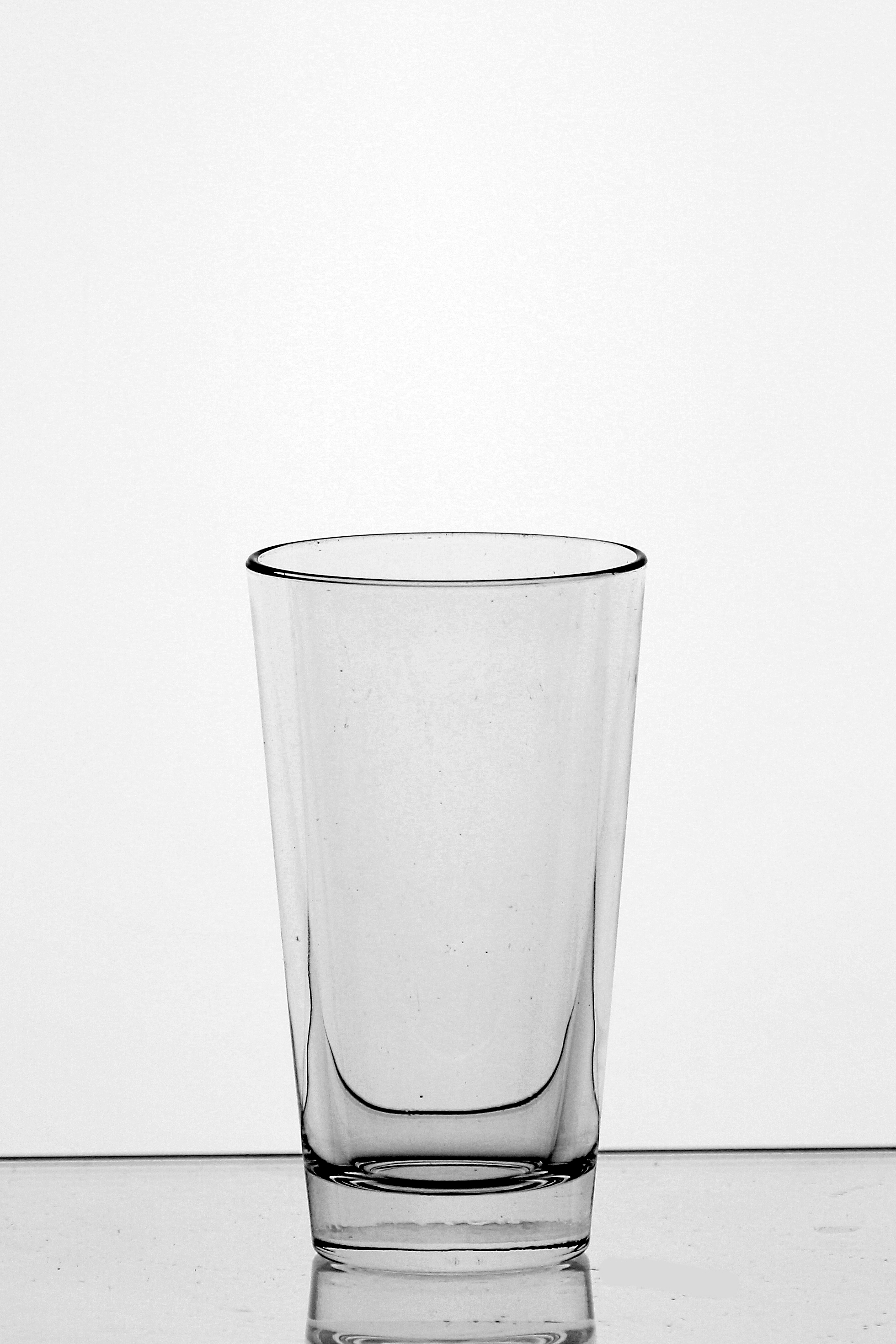
Vaso chéiser

El vaso es un recipiente sencillo generalmente de forma cilíndrica, sin pie ni asa, aunque sí pueden tener una base más gruesa, que proporciona estabilidad. También pueden estar decorados o no, con relieves en las paredes o no, así como diferentes grosores y formas. 
En coctelería, se subdividen en vasos largos o altos (para tragos largos) y vasos cortos o bajos (para tragos cortos).

##### Vasos altos
- Vaso de tubo (en inglés, Collins o zombie)
- Vaso alto (en inglés, Highball)
- Vaso delmónico

##### Vasos cortos
- Vaso corto o de rocas (en inglés, Old Fashioned)
- Vaso chéiser (en inglés, Chaser)
- Vaso de chupito, tequilero, caballo o caballito
- Vaso pony

#### Vasos históricos
En esta sección se citan vasos que son típicos de una etapa histórica determinada o de una cultura concreta:
- Vaso facetado (en ruso гранёный стакан, típico de la Unión Soviética).
- Quaich (en Escocia)
- Shuki (en Japón, para beber sake)

### Copa

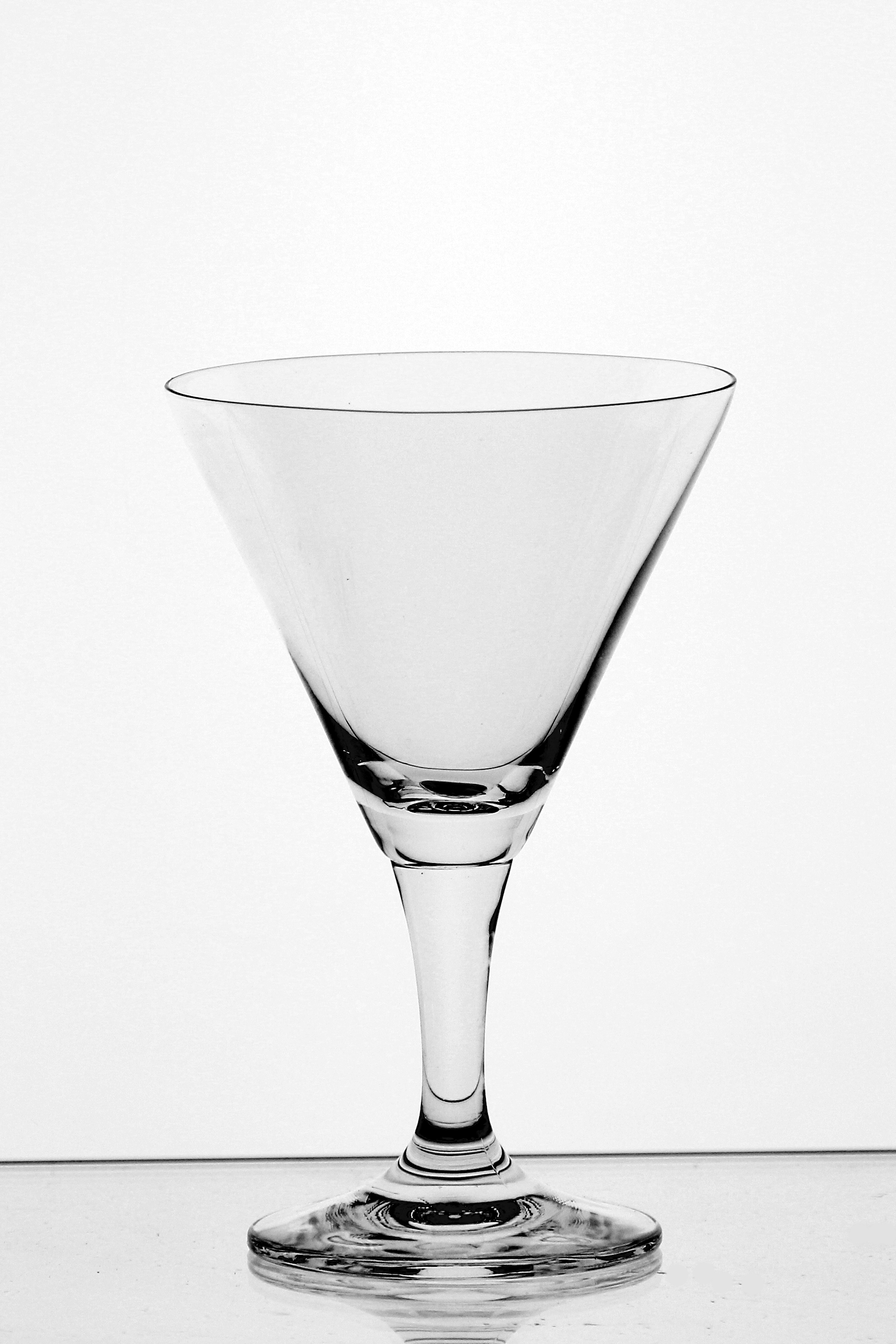
Copa martinera

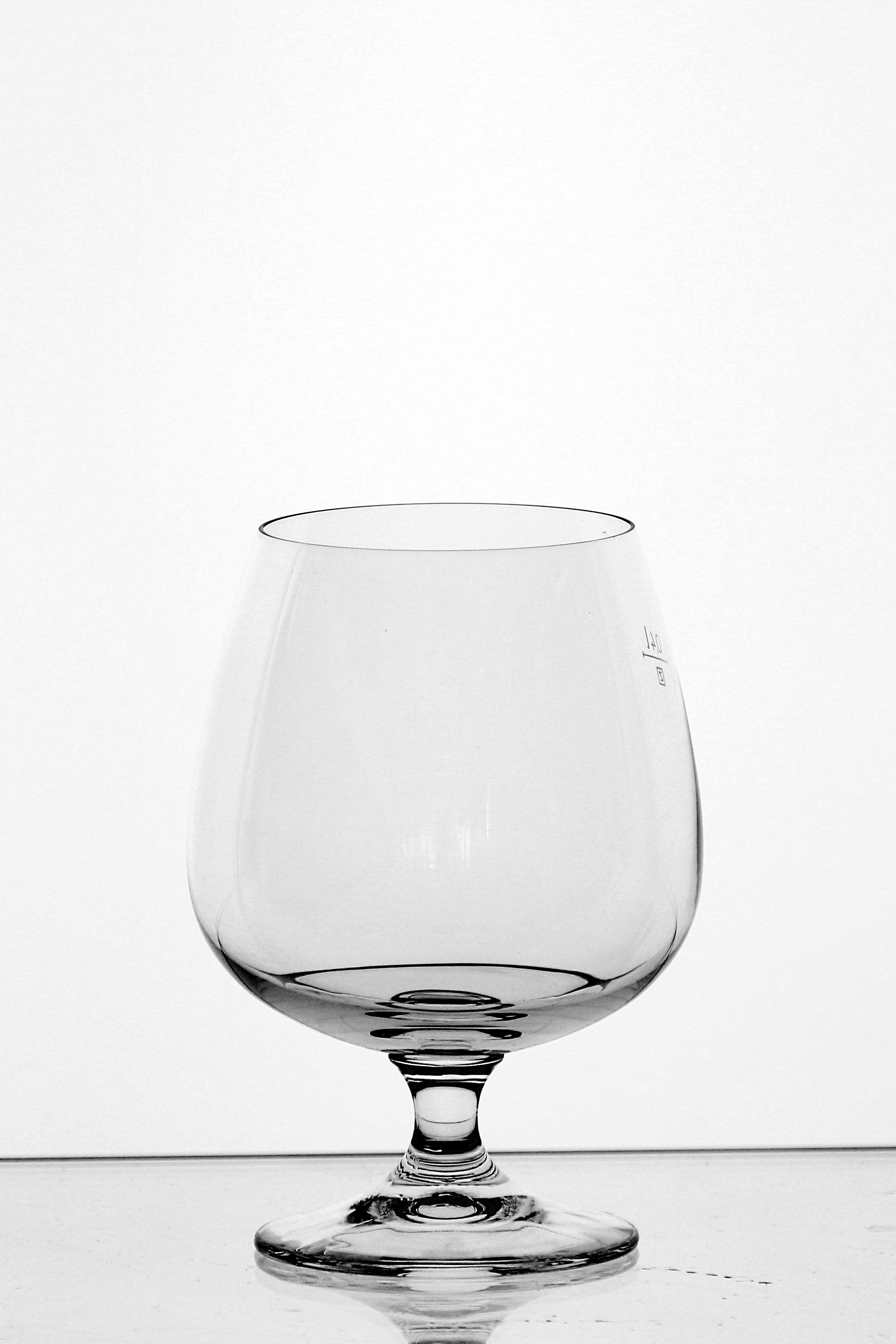
Copa coñaquera

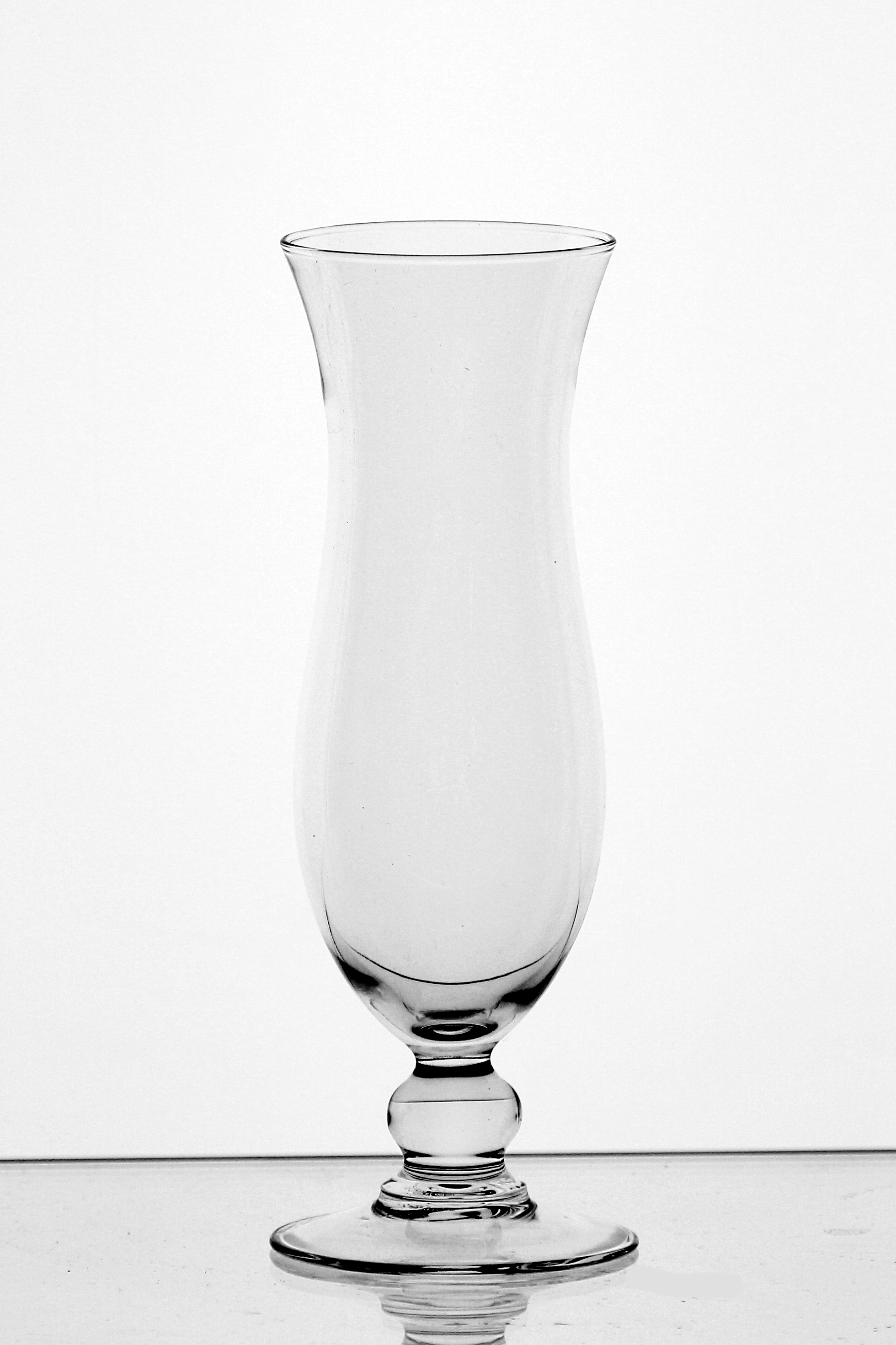
Copa huracán

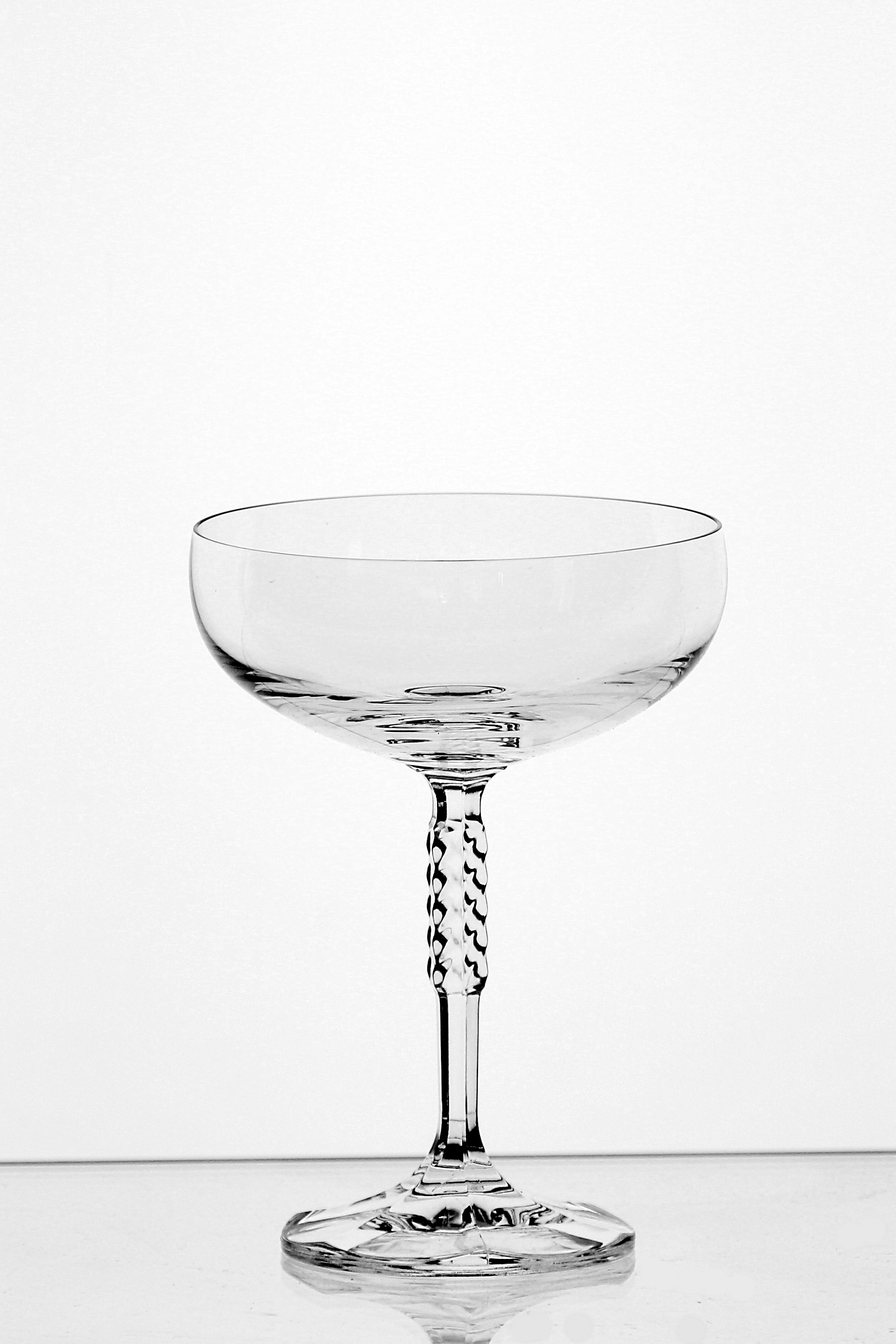
Copa champanera

La copa es un recipiente formado por tres partes diferenciadas: un cáliz o balón, donde se contiene el líquido, un tallo o fuste, por el que se sostiene, y una base o pie, que la apoya en la mesa. Esta forma permite mantener las bebidas frías por más tiempo. La copa se suele usar específicamente para cócteles y bebidas alcohólicas. En los países de influencia cristiana, la misma palabra cáliz (o cálice) suele ser sinónimo de copa.
- Copa de vino
- Copa de degustación
- Copa balón o coñaquera (en inglés, Snifter)
- Copa de cóctel o martinera
- Flauta de champán
- Copa champanera, que se suele confundir con la anterior pero son diferentes.
- Copa huracán (también en inglés, poco grande)
- Copa Margarita
- Copa tulipán
- Copa Glencairn, para whisky
- Copa jerezana
- Copa cremera
- Copa cordial
- Copa toddy, la única que posee asa. Para cócteles de café
- Copa de absenta
- Copa Duvel

##### Copas históricas
Muchas de estas son copas, pero no son estrictamente cristalería, pues no son de cristal o vidrio.
- Carquesio (Antigua Grecia)
- Cerno
- Copa de Pitágoras (siglo VI a. C.)
- Coco chocolatero (Latinoamérica, siglos XVII-XIX)

### Vasija

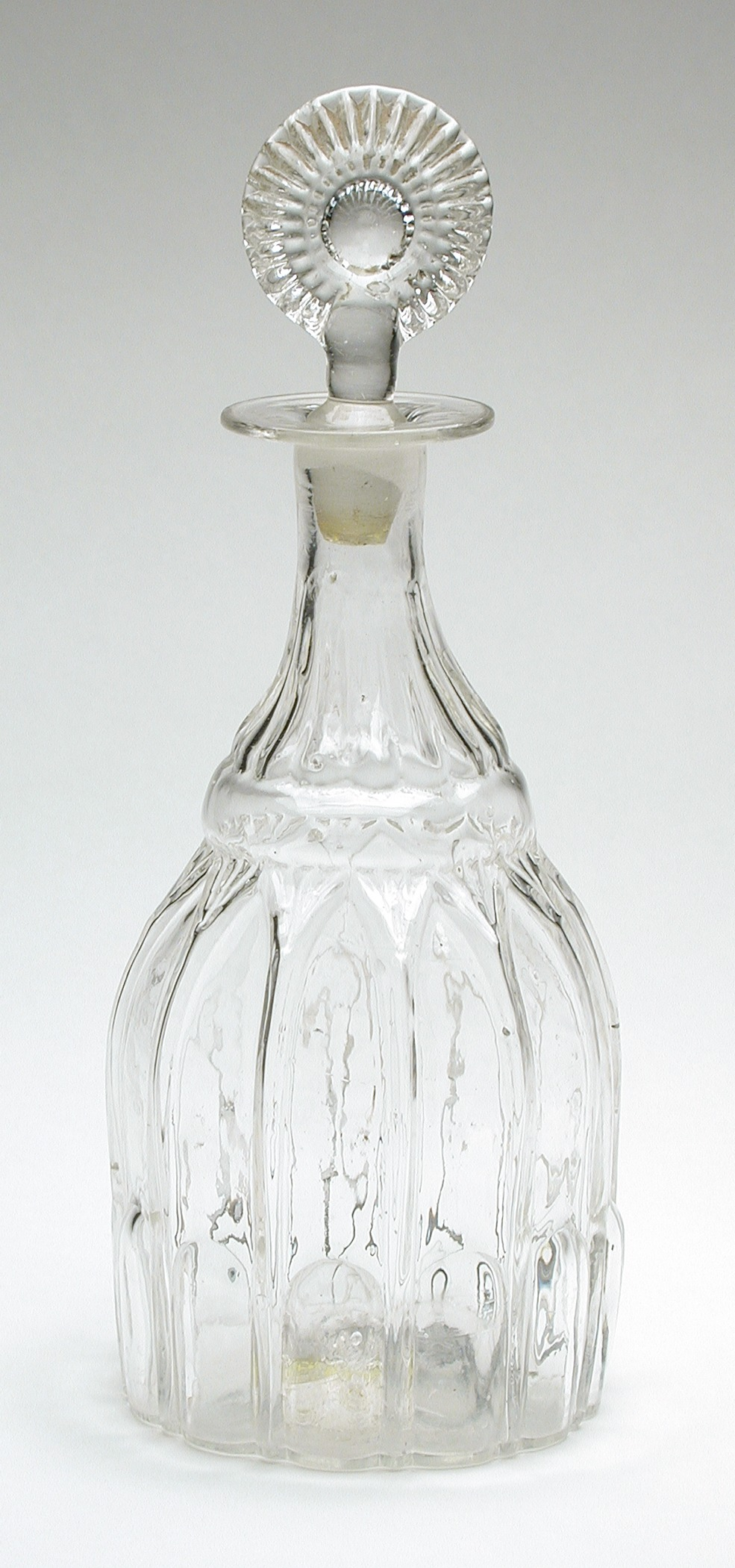
Decantador del.

La vasija es un recipiente que a diferencia del vaso o la copa es de mayor tamaño porque contiene varias «raciones» de bebida, mientras que el vaso contiene una única ración para una sola persona. Se trata de un término amplio que abarca multitud de recipientes muy diferentes. Frecuentemente las vasijas son de cerámica, barro o porcelana; en este caso formarían parte de la loza, no de la cristalería. Sin embargo, también son igualmente comunes las vasijas de cristal o vidrio.
- Jarra, tipo de vasija que posee un asa para ayudar a servir el líquido.
  - Jarra medidora
- Jarrón, que se diferencia de la jarra principalmente por su función, puramente ornamental. Al no ser útil para servir líquidos en la mesa, no suele incluir un asa, aunque esto tampoco es una norma estricta.
- Decantador, un artículo para servir el vino.
- Botella, recipiente que incluye una tapa, lo que la hace muy útil para transportar las bebidas. Aunque actualmente la mayoría de botellas son de plástico, algunas son típicamente de vidrio, como la botella de vino o la de cerveza.
- Tarro y frasco, recipiente que también posee una tapa, sin embargo su uso común no es el transporte sino el almacenamiento.
- Ponchera, recipiente con una boca ancha, forma cónica o semiesférica y con un pie o base para estabilizarla, usada para el ponche u otras preparaciones similares.
- Cuenco, bol y escudilla, tres elementos de cristalería o loza muy similares entre sí, de forma semiesférica, boca ancha y, generalmente, sin pie.

##### Vasijas históricas
- Cristalería de Pekín (siglos XVIII-XIX, China)

### Otros tipos de cristalería
- Aceitera
- Vinagrera
  - Vinagrera antigoteo
- Salsera
- Salero y pimentero
- Vinajera
- Tetera, que generalmente suelen ser de metal, ya que este material suele soportar el fuego directo
- Taza, aunque típicamente son de cerámica, algunas tazas para té o café son de vidrio
- Vaso mezclador, usado en coctelería para mezclar cócteles
- Coctelera Boston, que consta de dos piezas independientes, una de metal y la otra de vidrio
- Quesera
- Fuente